# Festival de Málaga 2009
La 12ª edición del Festival de Málaga se celebró del 17 al 25 de abril de 2009 en Málaga, España.

## Jurados

### Sección oficial
- Álex de la Iglesia
- Sergio Cabrera
- José Manuel Cervino
- Lucía Etxebarría
- Juan Madrid
- Rubén Ochandiano
- Emma Suárez

### Zona Zine
- Antonio Alvarado
- Miriam Correa
- Max Lemcke
- José Luis Morán
- Javier Pereira

### Documentales
- Pedro Erquicia López de Montenegro
- José Antonio Garriga Vela
- Iván Giroud Gárate
- Lorena Muñoz
- Antonio Weinrichter López

### Territorio Latinoamericano
- Diego Galán
- Bárbara Lennie
- Antonia Nava
- Mercedes Samprieto
- Daniel Sánchez Arévalo

### Videocreación
- Pedro Touceda
- Pablo Cantos
- Pedro Sánchez de la Nieta
- Juan Maldonado

## Palmarés

### Largometrajes sección oficial
- Biznaga de Oro a la mejor película: La vergüenza, de David Planell
- Biznaga de Plata. Premio Especial del Jurado: El niño pez, de Lucía Puenzo
- Biznaga de Plata a la mejor dirección: Mar Coll, por Tres dies amb la família (Tres días con la familia)
- Biznaga de Plata a la mejor actriz "Premio Nespresso": Nausicaa Bonnín, por Tres dies amb la família (Tres días con la familia)
- Biznaga de Plata al mejor actor: Eduard Fernández, por Tres dies amb la família (Tres días con la familia)
- Biznaga de Plata a la mejor actriz de reparto: Toni Acosta, por 7 minutos
- Biznaga de Plata al mejor actor de reparto: Sancho Gracia, por 7 pasos y medio
- Biznaga de Plata al mejor guion "Premio Egeda": David Planell, por La vergüenza
- Premio “Alma” al mejor guionista novel: Borja Cobeaga y Diego San José, por Pagafantas
- Biznaga de Plata a la mejor banda sonora original: Joan Saura, por 7 pasos y medio
- Biznaga de Plata a la mejor fotografía "Premio Fotofilm Deluxe": Rodrigo Pulpeiro, por El niño pez
- Biznaga de Plata al mejor vestuario: Antonio Belart, por The Frost
- Biznaga de Plata al mejor maquillaje: Astrid Lehmann y Michaela Oppl, por Flores negras
- Biznaga de Plata del Público: Fuga de Cerebros, de Fernando González Molina

### Zona Zine

#### Largometrajes
- Biznaga de Plata a la mejor película: 25 Kilates, de Patxi Amezcua
- Premio 'Alma' al mejor guion: David Esteban y Mercedes Carilo por Entre Esquelas
- Biznaga de Plata Premio del Público: Entre Esquelas, de Adán Martín
- Biznaga de Plata a la mejor dirección: Albert Ariza, por Ramírez
- Biznaga de Plata a la mejor actriz: Aida Folch, por 25 Kilates
- Biznaga de Plata al mejor actor: Manuel Morón, por 25 Kilates
- Mención especial del Jurado: Amanecer de un sueño, de Freddy Mas Franqueza

#### Cortometrajes
- Biznaga de Plata a la mejor película "Premio Oda Azul": Tu (A)Mor, de Fernando Franco
- Biznaga de Plata Premio especial del Jurado: Dime que yo, de Mateo Gil
- Biznaga de Plata a la mejor actriz: Ana Rayo, por Consulta 16
- Biznaga de Plata al mejor actor: Pablo Derqui, por Aviones
- Biznaga de Plata Premio del Público: Manual Práctico del Amigo Imaginario (Abreviado), de Ciro Altabás
- Biznaga de Plata Premio del Público "Nuevo Talento FNAC": Turismo, de Mercedes Sampietro
- Biznaga de Plata a la mejor dirección: Eduardo Chapero Jackson, por The End
- Mención Especial del Jurado: 
  - Cotton Candy, de Aritz Moreno
  - La Clase, de Beatriz M. Sanchís

### Documental
- Biznaga de Plata al mejor documental "Premio La Opinión de Málaga": El círculo, de José Pedro Charlo y Aldo Garay
- Biznaga de Plata Premio Especial del Jurado: Juan y Medio, de  Constanze Witt y Birgit Vogt
- Biznaga de Plata Premio del Público: Un instante preciso, de Manuel Huerga
- Mención especial del Jurado: The Illusion, de Susana Barrigao

## Premiados
- Premio Retrospectiva: Enrique Cerezo
- Premio Málaga: Juan Diego
- Premio Ricardo Franco: Gregorio Ros